# 門司埠頭駅
門司埠頭駅（もじふとうえき）は、かつて福岡県北九州市門司区西海岸にあった、日本国有鉄道（国鉄）鹿児島本線の貨物駅（廃駅）である。貨物支線の廃線に伴い、1982年（昭和57年）11月15日に廃駅となった。

## 歴史
- 1933年（昭和8年）2月5日：門司港駅（もじみなとえき）として開業[1]。貨物駅。
- 1942年（昭和17年）4月1日：門司埠頭駅に改称[3]。
- 1982年（昭和57年）11月15日：貨物支線の廃線に伴い廃止[2]。

## 隣の駅
日本国有鉄道
鹿児島本線貨物支線
（貨）葛葉駅 - 門司埠頭駅